# Jędrzejów

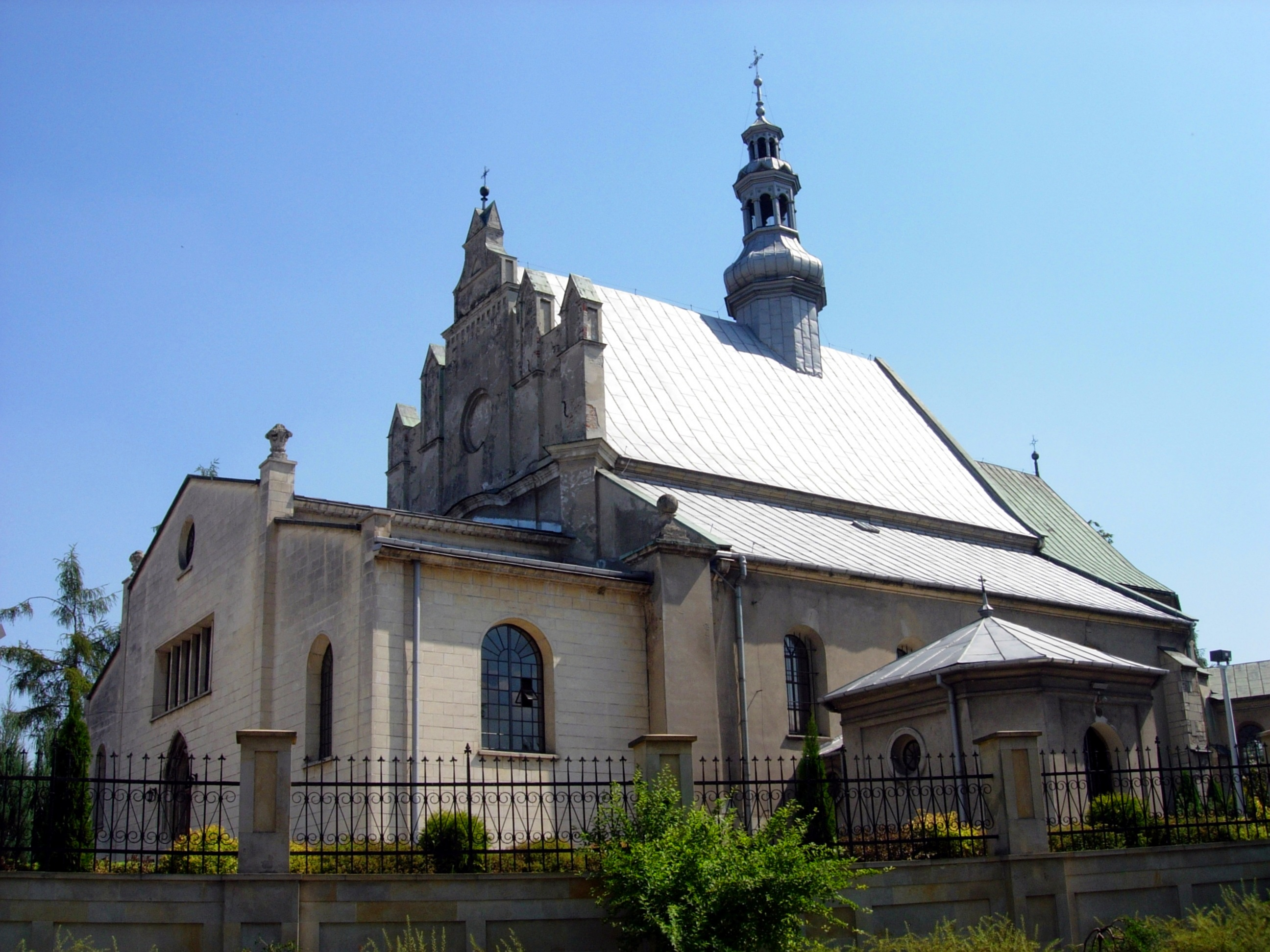
Kirche der Heiligen Dreifaltigkeit

Jędrzejów [jɛndˈʒɛjuf] ist eine Stadt in Polen in der Woiwodschaft Heiligkreuz. Sie ist Sitz der gleichnamigen Stadt-und-Land-Gemeinde und des Powiats Jędrzejowski.

## Geographie
Jędrzejów liegt im Süden der Wojewodschaft Heiligkreuz und ist namensgebender Ort für die Hochebene Jędrzejów (Płaskowyż Jędrzejowski) einem Teil der Niederungen der Nida (Niecka Nidziańska).

## Geschichte
Grundlage für das Dorf bildete die Brzeźnica genannte Siedlung, die im 7. Jahrhundert entstand. 1140 gründete Janik das Kloster Jędrzejów. Wahrscheinlich 1153 wurde der Name des Ortes in Jędrzejów geändert. 1271 erhielt der Ort durch Bolesław V. Stadtrecht nach Magdeburger Recht. 1510 wurde das Stadtrecht von Jędrzejów durch Sigismund I. bestätigt und die Stadt erhielt das Recht einen Wochenmarkt sowie dreimal im Jahr einen Jahrmarkt abzuhalten.
1705 wütete ein schwerer Brand in der Stadt. Bei der Dritten Teilung Polens kam Jędrzejów 1795 an Österreich. Mit der Bildung des Herzogtums Warschau wurde die Stadt Teil desselben und 1815 Teil Kongresspolens. Zwei Jahre darauf oder erst 1869 verlor Jędrzejów sein Stadtrecht. 1885 erfolgte der Anschluss an das Schienennetz. 1916 erhielt der Ort wieder Stadtrecht. Nach dem Ersten Weltkrieg wurde der Ort Teil des wiederentstandenen Polens. Im September 1939 marschierte die Wehrmacht ein und besetzte die Stadt. Im Frühjahr 1940 wurde ein Ghetto errichtet, das bis September 1942 existierte. Die Besetzung endete 1945 mit dem Einmarsch der Roten Armee und die Stadt wurde wieder Teil Polens. 1999 wurde Jędrzejów Sitz eines Powiats.

## Gemeinde
Die Stadt-und-Land-Gemeinde Jędrzejów umfasst eine Fläche von 227,52 Quadratkilometern.

## Kultur und Sehenswürdigkeiten

### Bauwerke
- Kloster Jędrzejów.
- Przypkowski-Museum (Państwowe Muzeum im. Przypkowskich) ist vor allem für seine Sammlung von Sonnenuhren bekannt.
- Kirche der Heiligen Dreifaltigkeit aus dem 15. Jahrhundert.

## Wirtschaft und Infrastruktur

### Verkehr
In nord-südlicher Richtung führt die Europastraße 77, zugleich Landesstraße 7 (droga krajowa 7), welche nach etwa 30 Kilometer in nördlicher Richtung durch Kielce und 65 Kilometer durch Krakau führt.
Von Ost nach West führt die Landesstraße 78. Diese führt im Südwesten nach etwa 80 Kilometern in das Oberschlesische Industriegebiet um Kattowitz und endet im Osten nach 30 Kilometern in Chmielnik.
Die Stadt besitzt einen Anschluss an das Schienennetz der PKP. An der Bahnstrecke Warszawa–Kraków liegen der Fernverkehrsbahnhof Jędrzejów sowie die Haltepunkte Potok und Krzcięcice. Auch die Linia Hutnicza Szerokotorowa führt durch die Gemeinde.
Der nächste internationale Flughafen ist der Flughafen Johannes Paul II. Krakau-Balice. Dieser liegt etwa 70 Kilometer südlich von Jędrzejów.